# Zespół Antleya-Bixlera
Zespół Antleya-Bixlera (ang. Antley-Bixler syndrome, ABS) – rzadki, genetycznie uwarunkowany zespół wad wrodzonych, objawiający się zrostami ramieniowo-promieniowymi, kabłąkowatością kości udowych i łokciowych oraz charakterystyczną dysmorfią twarzy. Jedną z najbardziej charakterystycznych cech zespołu Antleya-Bixlera jest uwypuklenie gałek ocznych (proptosis) wskutek płytkich oczodołów.
Chorobę powoduje mutacja w genie FGFR2 w locus 10q26 kodującym białko receptora czynnika wzrostu fibroblastów (FGF). Podobny fenotyp spowodowany jest mutacją w genie oksydoreduktazy cytochromu P450 (POR) w 7q11.2; stanowi on odrębną jednostkę chorobową, niedobór oksydoreduktazy cytochromu P450 (POR deficiency, OMIM#201750).
Pierwszy przypadek zespołu opisali wspólnie Ray M. Antley i David Bixler w 1975 roku.